# 歐塞奇布拉夫 (密蘇里州)
歐塞奇布拉夫（英語：Osage Bluff）是位於美國密蘇里州科爾縣的非建制地區。

## 歷史
歐塞奇布拉夫的郵局於1858年設立，其後於1912年停運。

## 地理
歐塞奇布拉夫所處的海拔為高於海平面246米（即807英呎），而該地所採用的時區為UTC-6，即北美中部時區（CST）。同時該地設有夏令時間，為UTC-6調快一小時，即UTC-5（CDT）。